# قائمة مبادرات ريادة أعمال عربية
تحوي قائمة مبادرات ريادة الأعمال العربية أبرز وأنشط  المبادرات الرئيسية، والتي عملت لعدة سنوات في تعزيز ريادة الأعمال في الدول العربية. وتشمل مبادرات من القطاع الخاص والحكومة والمنظمات غير الحكومية والمنظمات الدولية غير الحكومية.

## الجزائر
- الوكالة الوطنية لتطوير الاستثمار
- ANVERDET - وكالة تطوير الأبحاث
- مبادرة الابتكار العالمي باستخدام العلوم والتكنولوجيا
- مركز تنمية التكنولوجيا المتطورة
- CERIST - مركز وطني للبحوث
- DZ-Invest وكالة الاستثمارات الأجنبية المباشرة
- EPA-ANSA
- مفوضية الاتحاد الأوروبي - الجزائر
- (FINALEP) الشركة المالية الجزائرية الاروبية للمساهمة، شركة مشتركة جزائرية اروبية
- SIPAREX
- فعاليات ستارت أب ويكند
- حاضنة ورقلة للأعمال Pépiniere d'entreprises Ouargla
- ريادة الأعمال للشباب entrepreneurship4Youth
- المبادرة المغاربية للشركات الناشئة

## البحرين
- مركز البحرين لتنمية الصناعات الناشئة
- بنك البحرين للتنمية
- مبادرة الابتكار العالمي باستخدام العلوم والتكنولوجيا

## جزر القمر
مبادرة الابتكار العالمي باستخدام العلوم والتكنولوجيا 

## جيبوتي
مبادرة الابتكار العالمي باستخدام العلوم والتكنولوجيا 

## مصر
- مركز الإبداع التكنولوجي وريادة الأعمال
- إنجاز مصر
- المصرية للاتصالات
- الجامعة الأمريكية بالقاهرة - مدرسة الأعمال
- اشوكا
- انديفر - مصر
- يمكن دوت كوم
- ياداويا
- المشروع دوت تي في
- انوفنشرز
- عرب ثيرابي
- برنامج جسر
- ياسمينه استشارات إدارية تطوعية
- مبادرة الابتكار العالمي باستخدام العلوم والتكنولوجيا
- معهد جسر لأبحاث المسوح
- جمعية رواد الأعمال

## العراق
- مبادرة الابتكار العالمي باستخدام العلوم والتكنولوجيا

## الأردن
- مشروع  رحلة إلى الابتكار
- ميوزك باشا
- أركتون القابضة
- المبادرات الوطنية N2V
- الوطني لتمويل المشاريع الصغيرة
- الأردنية للإبداع
- أطلس للاستثمار
- كلية القدس
- مشاريع بداية
- مركز تطوير الأعمال
- الجمعية الأردنية لريادة الأعمال
- كرييتف - الأردن
- إنديفر - الأردن
- EFE - الأردن
- المؤسسة الأردنية لتطوير المشاريع الاقتصادية
- إكسب دوت كوم
- مبادرة الابتكار العالمي باستخدام العلوم والتكنولوجيا
- إنجاز
- مؤسسة التعليم لأجل التوظيف الأردنية
- الشرق الأوسط وشمال أفريقيا MENA 100
- MENA Apps
- مركز الملكة رانيا لريادة الأعمال
- نجاح
- حاضنات الأعمال
  - جمعية نادي صاحبات الأعمال والمهن
  - الصندوق الوطني لدعم المؤسسات
  - الشركة الأردنية للمشاريع الريادية
  - الشركة الأردنية للإبداع
  - حاضنات الأعمال
  - حاضنة أعمال كلية القدس
  - المجلس الأعلى للعلوم والتكنولوجيا
  - منتدى الأردن لنساء الأعمال المحترفات 
  - RSS - EE&IE Incubator
  - مركز التميز لريادة الأعمال - جامعة اليرموك
  - حاضنة الصناعات الزراعية بالجامعة الأردنية 
  - المجموعة الأردنية للتكنولوجيا
  - الشبكة الوطنية لحاضنات الأعمال
  - سيبر سيتي
  - ميدان
  - أوسيس 500
- جمعية رواد الأعمال الشباب
- ايه زي بروفايل دوت كوم

## الكويت
- مبادرة الابتكار العالمي باستخدام العلوم والتكنولوجيا
- إنجاز
- الصندوق الوطني لرعاية وتنمية المشروعات الصغيرة والمتوسطة
- كويت سمول بروجكت Kuwait Small Projects
- البنك الصناعي (محفضة المشاريع الصغيرة والمتوسطة)
- روضة الأعمال لحاضنات الأعمال

## لبنان
- أميدست معهد سيسكو لريادة الأعمال
- جمعية إنماء القدرات في الريف
- Association D'entraide Professionnelle
- المجموعة
- مجلة الاقتصاد والأعمال
- ألت سيتي
- أمين للقروض الصغيرة
- مركز ريادة الأعمال والابتكار بالجامعة الأمريكية ببيروت
- بادر - لبنان
- بيري تك
- حاضنة الأعمال بطرابلس
- مبادرة الابتكار العالمي باستخدام العلوم والتكنولوجيا
- مركز ريادة الأعمال بجامعة بيروت العربية
- برنامج العرين - قناة المستقبل
- المركز اللبناني الأوروبي للتحديث الصناعي
- نادي ريادة الأعمال الإلكتروني - The Entrepreneurship Club (eClub)
- مؤسسة جورج ن فرام
- إجمع
- إمداد للاستشارات اللوجيستية
- كفالات (كفالة قروض المؤسسات الصغيرة والمتوسطة)
- برنامج شراكة من أجل لبنان من سيسكو
- ليرة
- مشروع نفاذ الصادرات اللبنانية إلى الأسواق العالمية MACLE
- مؤسسة مخزومي لتطوير المشاريع
- وزارة الاقتصاد والتجارة
- منتدى MIT لريادة الأعمال - العالم العربي
- مصنع أوكس
- برنامج فيليبس للابتكار
- برنامج Qualeb
- مؤسسة رينيه معوض
- Root Space
- وحدة دعم المؤسسات الصغيرة والمتوسطة - وزارة التجارة والاقتصاد
- South Business Innovation Centre - صيدا
- رائدات الأعمال الشابات
- YallaStartup

## موريتانيا
مبادرة الابتكار العالمي باستخدام العلوم والتكنولوجيا 

## المغرب
- جامعة الأخوين
- أميد إيست - برنامج سيسكو
- مبادرة الابتكار العالمي باستخدام العلوم والتكنولوجيا
- رابطة النساء المبادرات المغربية Association des Femmes Entrepreneurs du Maroc (AFEM)
- الوكالة الوطنية للشركات الصغيرة والمتوسطة
- Biotech Maroc
- شبكة مكاتب استشارات الأعمال CAC
- المنتزه التقني بكازابلانكا	Casablanca Technopark
- المركز المغربي للصناعات النظيفة	CMPP - Moroccan Centre for Clean Manufacturing
- شبكة مراكز الشركات الناشئة	CREFACE - Network of Business Start-up Centres
- التعليم من أجل التوظيف
- وزارات حكومية
  - وزارة الصناعة والتجارة
  - وزارة الخصخصة
  - المكتب الوطني للملكية الفكرية
- شبكة رواد الأعمال المغاربة
- مكتب التكوين المهني وإنعاش الشغل
- الشبكة الوطنية للخدمات التقنية 	PTR - A National Technology Services Network
- شبكة حاضنات الأعمال المغربية RMIE
- الجمعية المغربية للبحث التنموي
- SIFE-Morocco
- مراكز حاضنات أعمال جامعية
  - الجامعة الوطنية الخاصة
  - جامعة محمد الأول - وجدة
  - جامعة دوكالة
  - Centre Incubator d’Entreprises
  - المدرسة المحمدية للمهندسين - جامعة محمد الخامس
  - المدرسة الوطنية العليا للمعادن بالرباط
  - المدرسة الوطنية العليا للمعلوميات وتحليل النُظم ENSIAS
  - كلية العلوم السملالية - مراكش
  - كلية العلوم والتكنولوجيا - بني ملال
  - كلية العلوم الجديدة
- المبادرة المغربية لبعث المشاريع

## عُمان
- أميدإيست - معهد سيسكو لريادة الأعمال
- صندوق تنمية مشروعات الشباب
  - شراكة
- مبادرة الابتكار العالمي باستخدام العلوم والتكنولوجيا
- انطلاقة - شركة شل
- وزارة الصناعة والتجارة
  - واحدة المعرفة - مسقط
- الهيئة العامة لترويج الاستثمار وتنمية الصادرات
- مجلة رواد: تأسست في 2009 بالتعاون مع انطلاقة وشراكة وعالم الاقتصاد والأعمال وتنشرها المتحدة للصحافة والنشر
- سند
- القمة العالمية لابتكار وريادة الأعمال - مسقط 2006

## فلسطين
- أميدإيست - معهد سيسكو لريادة الأعمال
- بادر
- Arabreneur
- EFE الصفة الغربية وغزة
- وكالة ترويج الاستثمار
- المركز الفلسطيني للأعمال والابداع
- الرواد الشباب - فلسطين
- منظمة Leaders
- تواصل - مبادرة قدرات للريادة الاجتماعية
- حاضنة أعمال جامعة بوليتكنك فلسطين
- منظمة شباب الغد
- جمعية التنمية المجتمعية والتعليم المستمر

## قطر
- مركز بداية
- مشروع قطر
- مسابقة جامعة قطر للإبداع وريادة الأعمال - كلية الهندسة وكلية التجارة
- مبادرة الابتكار العالمي باستخدام العلوم والتكنولوجيا
- مركز حاضنة الأعمال القطري QBIC
- مؤسسة قطر
  - متنزه قطر للعلوم والتكنولوجيا
  - نجوم العلوم
  - مركز التطوير الاجتماعي
- صلتك

## السعودية
- مبادرة الابتكار العالمي باستخدام العلوم والتكنولوجيا
- الهيئة العامة للمنشآت الصغيرة والمتوسطة
- مركز الإبداع وريادة الأعمال بجامعة الملك عبد العزيز
- مركز الإبداع وريادة الأعمال بجامعة جدة
- المركز السعودي لإعداد وتأهيل رواد الأعمال بجامعة جدة
- برنامج بادر ريادة الأعمال والإبداع والتكنولوجيا
- صندوق المئوية
- مركز تطوير المشاريع الصغيرة والمتوسطة
- منتدى التنافسية العالمية
- إمداد للاستشارات اللوجستية
- إنجاز
- المؤسسة الإسلامية لتطوير القطاع الخاص
- جامعة الملك عبد الله للعلوم والتكنولوجيا
- جامعة الملك سعود
- المعهد الوطني لريادة الأعمال
- قطوف الرياض
- قطوف جدة
- معهد تطوير ريادة الأعمال
- الشركات السعودية المائة الأسرع نموا
- Uhuru
- تسامي للريادة الاجتماعية
- مركز تدريب وحاضنة سيدات الأعمال

## السودان
- Engvillage

## سوريا
- المعهد العالي للدراسات المتطورة
- الغرفة الفتية العالمية
- موارد - حاضنات مشروعات المرأة
- مركز الأعمال والمؤسسات السوري
- حاضنة الأعمال SEBC
- SKILLS
- الجمعية السورية لمستشاري الإدارة
- بوابة ملائكة الأعمال
- جمعية الكمبيوتر السورية
- الأمانة السورية للتنمية
  - مسار
  - شباب
- فردوس - الصندوق السوري لتنمية الريف
- بداية
- جمعية رواد الأعمال السوريين الشباب

## تونس
- وكالة النهوض بالصناعة والتجديد
- مركز دعم تشكيل المؤسسة CSCE
- أميديست - معهد سيسكو لريادة الأعمال
- المنظمة العربية للتربية والثقافة والعلوم
- مركز الشركات القيادات الشابة
- مبادرة الابتكار العالمي باستخدام العلوم والتكنولوجيا
- المعهد العربي لرؤساء المؤسسات
  - مركز رواد الأعمال الشباب
- الغرفة الفتية التونسية
- المبادرة المغاربية للشركات الناشئة

## الإمارات العربية المتحدة
- مبادرة الابتكار العالمي باستخدام العلوم والتكنولوجيا
- استثمارات التميمي البداية الكبيرة
- تمويلات الطموح للمشاريع الوطنية الصغيرة
- شبكة المستثمرون الملائكة العرب
- البركة للاستشارات
- مركز مشاريع دبي DEC
- مسابقة فرصة لخطط الأعمال
- Hub Dubai
- انطلاق
- رواد كنارا
- صندوق خليفة
- مؤسسة محمد بن راشد آل مكتوم
  - سواعد
- مركز Seed لريادة الأعمال
  - تحديات رأس المال البشري العربي
  - شبكة حواضن الأعمال العربية
- N2V
- SMEinfo
- مجموعة تيكوم
- TURN8
- القيادت العربية الشابة
- ومضة

## اليمن
- بنك الأمل للقروض الصغيرة
- التدريب من أجل التوظيف
- مشروع السفارة الفرنسية للشركات الناشئة
- اتحاد الغرف التجارية والصناعية
- مبادرة الابتكار العالمي باستخدام العلوم والتكنولوجيا
- GTZ يمن
- وكالة تنمية المنشآت الصغيره والاصغرSMEPS
- صندوق تمويل الصناعات والمنشآت الصغيرة
- الصندوق الاجتماعي للتنمية
- منظمة سول
- نادي رجال الأعمال
- مؤسسة تنمية القيادات الشابة